# Ricardo Rivadeneira Barnuevo
Ricardo Rivadeneira Barnuevo (Trujillo, 24 de julio de 1882 - Lima, 24 de septiembre de 1954) abogado, magistrado, catedrático universitario y político peruano. Fue ministro de Justicia, Instrucción, Culto y Beneficencia y presidente del Consejo de Ministros, de mayo a septiembre de 1932. Fue también Rector de la Universidad Nacional de Trujillo y Alcalde de Trujillo.

## Biografía
Cursó sus estudios escolares en el Colegio Nacional San Juan de Trujillo. Luego ingresó a la Universidad Mayor de San Marcos, donde se doctoró en Jurisprudencia y en Ciencias Políticas y Administrativas (1908).
Residió mayormente en su ciudad natal. Trabajó como inspector de Instrucción de 1910 a 1912. Alternó su carrera de abogado con la labor docente en el Colegio Nacional San Juan y en la Universidad Nacional de Trujillo,  donde fue decano de su Facultad de Derecho y Rector. Ingresó a la magistratura como juez de Trujillo y fiscal de la Corte Superior de Justicia de Trujillo. Se destacó también como intelectual especializado en humanidades.
El 20 de mayo de 1932, tras la renuncia del primer ministro y ministro de Gobierno Luis A. Flores debido a un voto de censura del Congreso, Sánchez Cerro reorganizó su Gabinete, confiando a Ricardo Rivadeneira la presidencia del Consejo de Ministros y el ministerio de Justicia e Instrucción. El 21 de mayo, el Congreso dio su voto de confianza a este flamante gabinete.  Fue el cuarto gabinete del gobierno de Sánchez Cerro, que duró hasta el 9 de septiembre de 1932.
En este período ministerial ocurrió la Revolución de Trujillo de 1932, dirigida por los apristas, quienes tomaron por asalto el cuartel O’Donovan. La rebelión fue severamente reprimida por las Fuerzas Armadas, utilizando por primera vez en el Perú la fuerza aérea. Trujillo tuvo que ser tomada prácticamente casa por casa. Los rebeldes sobrevivientes huyeron a la sierra, mientras que los oficiales y soldados que estaban presos en el cuartel O’Donovan fueron asesinados y sus cadáveres mutilados, no habiéndose aún determinado si los jefes apristas ordenaron o no esta masacre abominable. La represión militar fue igualmente cruel. Fueron fusilados un número indeterminado de personas. Hubo también otros estallidos revolucionarios en Huaraz y Huari.
El gabinete Rivadeneira fue sucedió por el presidido por el doctor Carlos Zavala Loayza.
Rivadeneira llegó a ser alcalde de Trujillo, y en 1942 presidió el Tribunal de Cuentas.